# Blackburnium canningense
Blackburnium canningense är en skalbaggsart som beskrevs av Henry Fuller Howden 1979. Blackburnium canningense ingår i släktet Blackburnium och familjen Bolboceratidae. Inga underarter finns listade.